# Cinema Maldà
El Cinema Maldà és una sala d'exhibició cinematogràfica amb una sola pantalla i 206 seients. Està ubicada al carrer del Pi, 5 de Barcelona, inaugurat el 1945 a l'interior del Palau Maldà, compartint-lo amb les Galeries Maldà i el teatre conegut com El Maldà.

## Història
El 2003 va tancar per motius de seguretat, i el 2006, durant la reforma del cinema, es van trobar darrere la pantalla les restes de l'única capella construïda a la ciutat durant la Guerra Civil espanyola. Va reobrir el 6 de març del 2007 per Hankar Kishnani, un empresari indi propietari de diversos hotels a Barcelona. Es dedicà a oferir de manera estable només projeccions Bollywood i cinema asiàtic en versió original subtitulada. El cinema va tornar a tancar l'any 2009 degut a un mal plantejament tant comercial com artístic.
El 2010 va passar a mans de Xavier Escrivà i la Natàlia Regàs, dedicant-lo a reestrenes i versió original en 35 mm, oferint diverses pel·lícules al dia pagant una sola entrada. L'any 2013 va acollir el Festival de Cinema i Drets Humans, juntament amb els Cinemes Girona de Barcelona, projectant entre tots dos un total de 112 pel·lícules d'animació, de ficció i documentals seleccionats entre 5000 treballs rebuts.
El darrer trimestre del 2014 va ser difícil, a causa d'una assistència d'espectadors molt baixa. Amb els escassos ingressos els propietaris, Xavier i Natàlia, no podien cobrir les despeses del lloguer ni els sous; és per això que van iniciar una campanya de rescat per salvar el cinema i la seva emblemàica sala, fent una crida als espectadors, demanant més assistència. Van fer diverses propostes, entre elles: projeccions per escoes, per casals d'avis, sessions sorpresa on l'espectador pagava el que considerava oportú una vegada acabada la pel·lícula, sortejos de cartells... Al cap i a la fi, l'objectiu de la campanya era la supervivència bàsica: poder pagar a les distribuïdores, els salaris, el lloguer, l'assegurança, manteniment, factures.
L'any 2018, el cinema també va estar en perill a causa de les obres d'un hostal de lloguer just al pis de sobre el cinema, i els 5 mesos que van durar van suposar una pèrdua del 70% de la recaptació respecte l'any anterior. Per tal de garantir la continuïtat, el Maldà va organitzar "patrons prèmium" que, si es feia una paga de 100 € anuals, es podia anar al cinema vegades il·limitades.
El 16 de març del 2019 s'hi va produir un robatori; la taquilla va ser destrossada i els lladres es van emportar tots els diners de la caixa forta. El cineasta Juan Antonio Bayona, commocionat per la notícia, va voler contribuir a la recaudació i recuperació econòmica del cinema organitzant una sessió benèfica projectant el seu film Jurassic World: El regne caigut, participant, a més, en un coloqui amb els assistents i assistentes a la projecció. La projecció es va fer el 31 de març de 2019 i la recaptació es va destinar a la recuperació de les pèrdues originades pel robatori.